# إفيم زيلمانوف
إفيم زيلمانوف (بالإنجليزية: Efim Zelmanov)‏ هو عالم رياضيات روسي ولد في 7 سبتمبر 1955

 في خاباروفسك, جمهورية روسيا السوفيتية الاتحادية الاشتراكية, الاتحاد السوفيتي ، اشتهر بعمله على nonassociative algebra حائز على جائزة وسام فيلدز.

## وصلات خارجية
- الموقع الرسمي لجائزة وسام فيلدز